# Autoserica calicutensis
Autoserica calicutensis är en skalbaggsart som beskrevs av Frey 1972. Autoserica calicutensis ingår i släktet Autoserica och familjen Melolonthidae. Inga underarter finns listade.